# 金剛型コルベット
金剛型（こんごうがた）は日本海軍の装甲コルベットの艦級。同型艦2隻。日本海軍で初めての新造巡洋艦にして舷側装甲を持つ装甲艦でもある。また両艦はエルトゥールル号遭難事件の生存者をトルコまで送り届けている。

## 概要

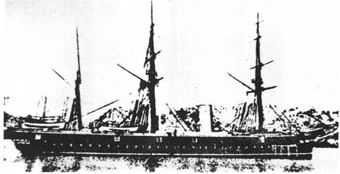
1877年に撮られた「比叡」。

1872年（明治5年）当時、日本海軍の所有する艦船は江戸幕府や各藩から引き継いだ軍艦14隻、輸送船3隻しかなく、多くは練習船として使用され、警備活動に使用できるのは「日進」1隻程度だった。そこで1875年（明治8年）に日本海軍は海軍省設置後初の海外発注としてイギリスに3隻の装甲艦を発注した。それが装甲艦「扶桑」と、この金剛型2隻だった。

## 艦形と武装

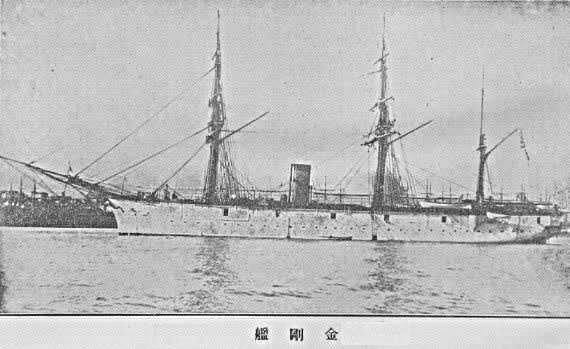
1880年代後半に撮られた竣工当時の「金剛」。この頃から白系塗装となった。

金剛型の設計はイギリス造船局長（1867年-1870年在任）も務め、近代海軍の父と言われたエドワード・ジェームス・リードによる。鉄骨木皮の船体にバーク式帆走用マスト3本と1本煙突を持ち、舷側部に錬鉄製の舷側装甲137mm装甲を貼って防御していた。艦体内部には長期航海を想定して石炭を排水量の約1/7にあたる330～340トンも搭載できた。
本型はイギリスでの建造であるが兵装にはドイツのクルップ式後装填砲を採用しており、主砲として「クルップ 17cm（24.3口径）」を単装砲架で艦首船首楼に並列配置で2基、艦尾甲板上に1基の計3基を配置、舷側の砲門部に副砲の「クルップ 15cm（25.4口径）後装填型ライフル砲」を片舷3基ずつ計6基を配置した。他に対艦攻撃用に35.6cm水上魚雷発射管単装1基を装備するなど当時最新鋭の武装を持つ艦であった。
竣工後に近接火器として艦上にイギリスのアームストロング社の「アームストロング 7.6cm後装填型ライフル砲」を2基、フランスのオチキス社の「オチキス 3.7cm速射砲」を単装砲架で4基、ノルデンフェルト社のノルデンフェルト 25mm4連装機砲を4基とノルデンフェルト式11mm5連装機銃2基を装備した。

## 艦歴

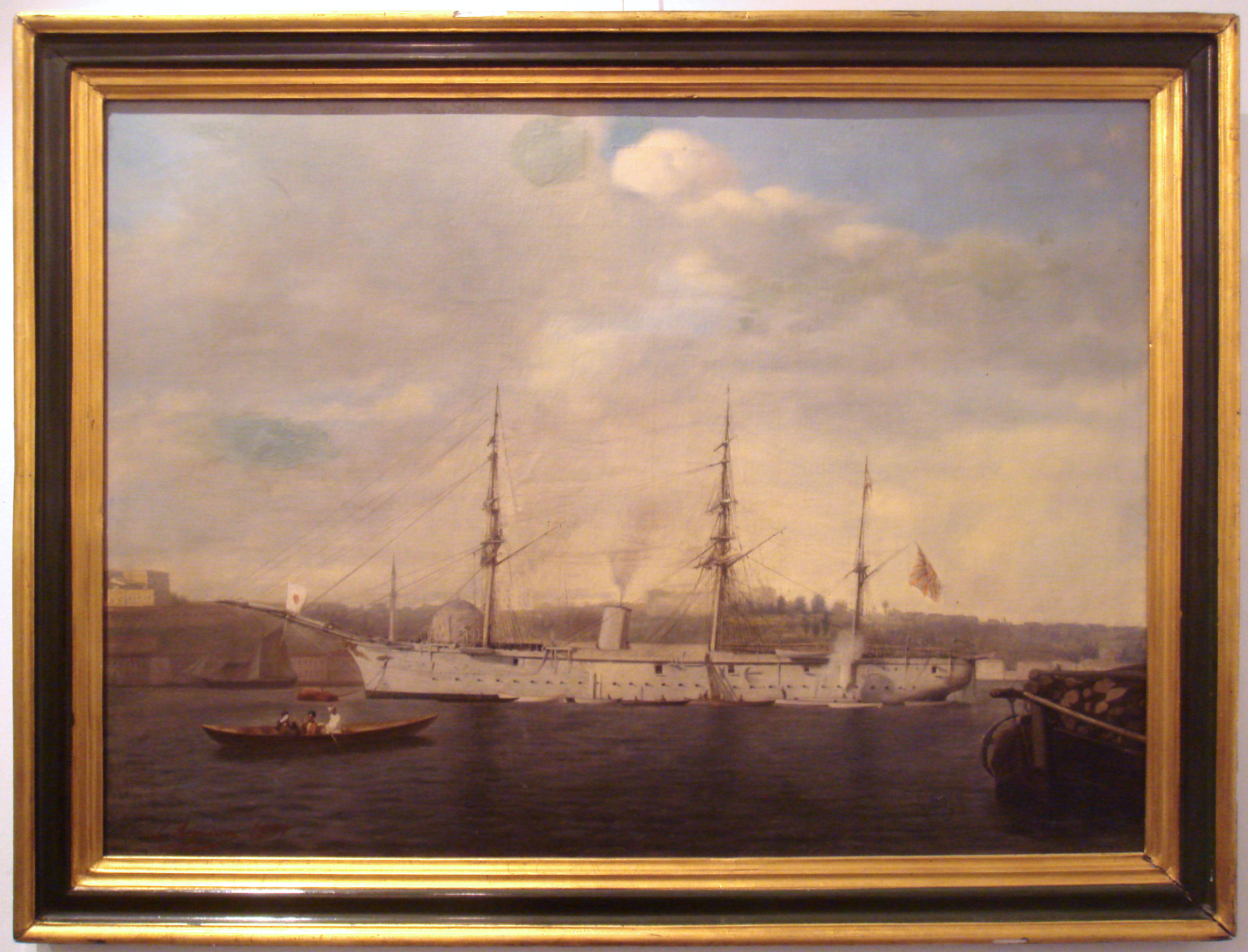
イスタンブールに到着した「金剛」を描いた絵画。

「金剛」は1878年（明治11年）1月に英ハル・アール社で竣工、「比叡」も同年2月に英ミルフォード・ヘブン社で竣工し、2艦とも5月に日本に到着した。日本に引き渡し後は警備活動に従事していたが1889年（明治22年）度から1902年（明治35年）度まで少尉候補生の遠洋航海に従事している。また1890年（明治23年）から翌年にかけて、エルトゥールル号遭難事件の生存者をトルコまで送り届ける遠洋航海を実施した。
日清戦争には両艦とも従軍、旅順攻略戦などに参加した。1898年（明治31年）に海防艦となり1905年（明治38年）の日露戦争に参加、旅順港の警備などに従事した。
その後は測量任務に従事し、1909年（明治42年）に金剛が、1911年（明治44年）に比叡がそれぞれ除籍され、後に解体された。

## 同型艦
- 金剛
- 比叡